# Норман Голб
Норман Ґолб (англ. Norman Golb) — американський історик джерелознавець .

## Біографія
Норман Голб народився в Чикаго, штат Іллінойс, в 1928 році Професор єврейської історії та цивілізації в Східному інституті Університету Чикаго. Отримав докторський ступінь в Університеті Джона Хопкінса в 1954 році. У 1958 році він вступив на факультет Єврейського Union College, Цинциннаті, з 1963 року працює в Університеті Чикаго. Н. Голб також був запрошеним дослідником в Університет штату Вісконсін (1957-58), Гарвардському університеті (1966), і Тель-Авівському університеті (1969-70).

### Дослідження середньовічної єврейської писемності
Голб є першовідкривачем в 1962 році Київського листа — самого раннього документа, що належав єврейському жителю Києва. Він також визначив Овадії прозелітом, як автора однієї з найстаріших відомих музичних рукописів на івриті (XII століття). Ним був відкритий найраніший зі збережених юридичних протоколів євреїв Сицилії, новий документ, що стосується першого Хрестового походу і невідомі раніше рукописи, пов'язані з руанськими євреями.
Важливим відкриттям стало виявлення Голбом серед документів Каїрської генизи оригінального хазарського рукопису, а також датованого XI століттям документа, що описує перехід європейця в юдаїзм.

#### Дослідження рукописів Мертвого моря
Н. Голб є великим дослідником Кумранських рукописів. Необхідно відзначити, що з моменту їх знахідки в середині XX століття і аж до 90-х років рукописи були закриті для широкого кола дослідників. Публікації обраних текстів вузької і замкнутої групи дослідників йшли дуже вибірково і вкрай повільно. Це призвело до поширення і панування єдиної Кумбран-єсейської теорії про походження рукописів, яка стверджує, що всі рукописи були створені громадою есеїв, що жила в поселенні Кумбран на березі Мертвого моря, члени якої потім сховали рукописи в печерах .
У 1990-х роках Н. Голб в числі інших виступав за подолання академічної замкнутості досліджень в цій галузі й надання доступу до вивчення сувоїв широкому колу вчених, що і було досягнуто. Це стало початком нового перспективного етапу в кумранології.

#### Теорія єрусалимського походження рукописів
Норман Голб є ключовим прихильником сучасної опозиційної теорії єрусалимського походження рукописів Мертвого моря. На доказ своїх поглядів Голб наводить дані текстологічного вивчення рукописів і археологічних досліджень Кумранського плато .
Так, коли через майже 50 років з моменту відкриття рукописів була закінчена публікація всього комплексу Кумбранських рукописів стало очевидно характерне для них крайнє різноманіття. Серед майже 600 документів є знамено на їхній шкірі, папірусі, глиняних черепках, мідних і дерев'яних табличках. Тексти написані на багатьох мовах, серед яких давньоєврейська, арамейська, набатейска, грецька, латинська, сирійсько-палестинська та арабська. Одночасно вони сильно різняться за часом створення і неймовірно різноманітні по релігійній тематиці. Погляд на рукописи в цілому, таким чином, не залишав Н. Голб, як досліднику, можливості далі дотримуватися теорії походження їх з якоюсь однією релігійною громадою, будь то громада есеїв або будь-яка інша. Всупереч твердженням Кумран-єсейської теорії, питання про те, хто ж написав рукописи Мертвого моря, залишався і надалі залишається відкритим .
Необхідність пошуку нових підходів до вивчення рукописів стала очевидною після проведених Ізхаром Гіршфельдом археологічних розкопок в Кумбране і Ейн-Геді в 1996—2002 рр. Результати розкопок показали, що будівлі, розташовані поблизу печер, які раніше вважалися залишками трьох кумбранских посилень, на ділі колись представляли собою велике сільськогосподарське і ремісниче поселення, що спеціалізувалося, зокрема, на виробництві кераміки. Під землею виявилася складна водопровідна система, що складається з басейнів і цистерн, в яких глина проходила всі етапи технологічного процесу.
Варто відзначити, що ідентичність кераміки в печерах і кераміки, знайденої в кумбранському комплексі першими археологами під керівництвом о. Ролана Де У, була основним аргументом прихильників Кумарн-єсейської теорії, що підтверджувала зв'язок рукописів з довколишніми поселенями. Добре обґрунтоване припущення І. Гіршфельда про те, що кераміка в Кумране проводилася на продаж, дав можливість Голбу в рамках своєї теорії пояснити наявність глиняного посуду в печерах і створенням рукописів в Кумране (де така кількість різноманітних за змістом, мови, і часу створення текстів просто не могло бути написано), а тим фактом, що вони були куплені або взяті в найближчому поселенні просто для збереження декількох сувоїв (в судинах знаходилося близько 10) в цілості.
Затвердження про проживання в Кумрані будь-якої численної громади сучасними археологами також було поставлено під сумнів, оскільки до того моменту, коли римляни зруйнували Кумран під час повстання місцевих жителів (68 р н. е.), Центр гончарної промисловості знаходився в цій області не менш як сто років. А до цього поселення було дуже невеликим і представляло собою одне з укріплень на східному (набатейскому) кордоні Ізраїльського царства.
Доводячи, таким чином, відсутність зв'язку Кумранських поселень і знайдених в прилеглих печерах рукописів, Голб робить спробу простежити можливе походження рукописів. Ґрунтуючись на аналізі змісту так званого Мідного сувою, а саме надання на поховання разом зі скарбами Єрусалимського Храму — монетами і судинами — деяких рукописів (сувоїв), Норман Голб робить припущення про те, що рукописи ймовірно зберігалися в генезі Храму, а потім, незадовго до взяття Єрусалима римлянами і падіння Другого Храму 28 серпня 70 р були з Храму винесені і приховані в печерах Кумрана, які розташовані в точності на шляху з Єрусалиму до Массаде і до моря .
Так, використовуючи дані сучасних археологічних розкопок і текстологічні дослідження рукописів, і в тому числі Мідного сувою, Н. Голб робить висновок про те, що, найімовірніше, сувої Мертвого моря знайдені в Кумране були твором есеїв або будь-якої іншої окремої релігійної громади, але їх безумовно текстологічна і змістовна різноманітність вимагає визначення рукописів які виражають погляди широких кіл юдейства періоду Другого Храму .
Запропонований Н. Голбом підхід, в основі якого лежить теорія єрусалимського походження рукописів, розкриває широкі можливості для подальших досліджень текстів адекватно їх справжньому змісту.
Теорія Н. Голба докладно викладена ним в роботі «Хто написав сувої Мертвого моря?» (1995). Основним опонентом Голба є професор університету Нью-Йорка Лоуренс Шиффман .

## Вибрана бібліографія
- (1998) The Jews in medieval Normandy: A social and intellectual history New York: Cambridge University Press.
- (1997) Judaeo-Arabic studies: proceedings of the Founding Conference of the Society for Judaeo -Arabic Studies Amsterdam: Harwood Academic Publishers. (Conference Proceedings from the Founding Conference of the Society for Judaeo -Arabic Studies)
- (1995) Who wrote the Dead Sea scrolls ?: The search for the secret of Qumran New York: Scribner.
- (1994) "The Dead Sea Scrolls and the Ethics of Museology " (Journal Article in The Aspen Institute quarterly: AQ: Issues and arguments for leaders)
- (1992) «The Freeing of the Scrolls and Its Aftermath» (Journal Article in The Qumran chronicle)
- (1992) «The Qumran-Essene Hypothesis: A Fiction of Scholarship» (Journal Article in The Christian century)
- (1990) «Khirbet Qumran and the Manuscripts of the Judaean Wilderness: Observations on the Logic of their Investigation» (Journal Article in Journal of Near Eastern studies)
- (1989) «The Dead Sea Scrolls: A New Perspective» (Journal Article in The American scholar)
- (1985) Les Juifs de Rouen au Moyen Age: Portrait d'une culture oubliée Rouen: Université de Rouen. (Book in the series Publications de l'Université de Rouen)
- (1984) «A Marriage Document from Wardunia de-Baghdad» (Journal Article in Journal of Near Eastern studies)
- (спільно з Omeljan Pritsak). (1982) Hebrew documents of the tenth century Ithaca: Cornell University Press.
- (1980) "The Problem of Origin and Identification of the Dead Sea Scrolls " (Journal Article in Proceedings of the American Philosophical Society held at Philadelphia for promoting useful knowledge)
- (1976) Toledot hayehudim be'ir rouen bimé habenayim Tel Aviv, Israel: Dvir Publishing House.
- (1973) A Judaeo-Arabic Court Document of Syracuse, AD 1020 (Journal Article in Journal of Near Eastern studies)
- (1972) Spertus College of Judaica Yemenite manuscripts Chicago: Spertus College of Judaica Press.
- (1967) The Music of Obadiah the Proselyte and his Conversion (Journal Article in The Journal of Jewish studies)
- (1965) Notes on the Conversion of Prominent European Christians to Judaism During the Eleventh Century (Journal Article in The Journal of Jewish studies)
- (1957) "Literary and Doctrinal Aspects of the Damascus Covenant in the Light of Karaite Literature " (Journal Article in The Jewish Quarterly Review: New Series)
- (1957) «Sixty Years of Genizah Research» (Journal Article in Judaism)